# Малигни тумори код деце у Србији
Малигни тумори код деце у Србији су посебна категорија злоћудних болести које се од малигних болести одраслих грађана Србије разликују битно и то: према етиологији, хистолошком типу, локализацији малигне болести и према прогнози. Сви малигни тумори код деце, по дефиницији, припадају ретким болестима.
Годишње у Србији од малигних болести оболи готово 300 деце, узраста 0 до 18 година. Успех у лечењу, мерен петогодишњим преживљавањем, износи преко 60%, а за поједине подгрупе леукемија или малигних обољења лимфних жлезда проценат излечених је преко 90%.

## Основне информације
Малигне болести (малигни тумори, рак, канцер) спадају у групу обољења коју карактерише неконтролисано умножавање ћелија рака. Како организам није у стању да контролише раст и развој туморских ћелија,  оне шире по организму одузимајући му хранљиве састојке и реметећи његове основне функције.
И док су бенигни (доброчудни) тумори  локално агресивни и немају тенденцију ширења, малигни тумори имају особину да се са примарног места шире (метастазирају) по организму.
И док је узрок настанка малигног обољења код  деце у веома малом број случајева  познат  и узрокован је генетским аномалијама,  код највећег броја оболеле деце узрок малигнитета се не може се утврдити.
Малигне болести код деце нису исте као и код одраслих, јер се типови тумора и њихов настанак и путеви ширења  разликују. Код одраслих се чешће јављају карциноми, док се код деце претежно јављају саркоми. Такође, деца боље одговарају на примењено лечење.

## Етиологија
Етиологија малигних тумора код деце је недовољно јасна и мултифакторијална и настаје као резултат комплексне интеракције генетских фактора и фактора средине. Иако узрок појаве тумора није разјашњен, истраживања упућују на значај утицаја одређених хемијских, физичких или биолошких фактора на плаценту у евентуалном развоју малигних тумора код деце.
Онкогенеза и тератогенеза су у блиској вези у педијатријској онкологији, а доказана је и удруженост извесних конгениталних малформација и тумора. Поједини тумори су генетски одређени. Откривање специфичних хромозомских аберација у дечјим малигним туморима је есенцијални део дијагностичких метода и важан прогностички параметар.
Наслеђе
У мање од 5% оболеле деце постоји позитивна породична анамнеза или физикални налаз у погледу присуства наследних фактора. Најчешћи пример је појава ретинобластома (40% свих ретинобластома је наследно).
У одсуству познатих генетских чинилаца код оболелог детета или чланова његове породице, ризик за појаву малигног обољења је два пута већи код браће и сестара него у општој популацији.
Генетски синдроми који повећавају ризик од настајања малигних тумора код деце су Down-ов, Тарнеров синдром, Klinefelter-ов синдром, тризомија. 
Инфективни агенси
Инфективни агенси који су доведени у везу са малигном етиологијом су присуство:
- Епштајн-Баров вирус,
- вируса хепатитиса Б и
- HIV-а.

Остали фактори
Од осталих фактора наводе се:
- јонизујуће зрачење,
- нејонизујуће зрачење,
- пестициди,
- излагање канцерогеним и токсичним материјама и др.

У педијатријској онкологији овим факторима изазвани су су:
- ретки сквамозни рак језика,
- тумор гранулозних ћелија оваријума,
- малигни меланом,
- плућни бластом и
- плућни карциноидни тумори.

## Епидемиологија

### Морбидитет/морталитет на глобалном нивоу
Малигне болести код деце и адолесцената чине око 1% укупног броја оболелих од малигнитета и јављају се са учесталошћу од око 140 на милион деце годишње и да чешће оболевају деца до шесте године живота.
Светска здравствена организација (СЗО) процењује да се у свету годишње постави око 400.000 дијагноза малигних болести код деце узраста 0 — 19 година. Најчешће врсте малигних болести у дечјем узрасту биле су:
- леукемије,
- тумори лобањске дупље,
- лимфоми,
- неуробластом и
- Вилмсов тумор.

Рана и тачна дијагноза малигних болести код деце, праћена ефективним лечењем, треба да буде циљ сваког учинковитог приступа у контроли ових болести.
Малигне болести су други по учесталости узрок смрти код деце. Уочава се тренд пораста оболеле деце од малигнитета, док је смртност од малигних тумора код деце у паду захваљујући раној дијагнози и савременим методама лечења.
| Леукемије                            | 33% |
| Лимфоми                              | 9%  |
| Тумори мозга                         | 22% |
| Неуробластом                         | 7%  |
| Сарком меких ткива                   | 7%  |
| Тумор бубрега (Willms tu)            | 6%  |
| Тумори костију                       | 4%  |
| Ретинобластом                        | 3%  |
| Тумори гонада и герминативних ћелија | 3%  |
| Епителијални тумори                  | 3%  |
| Тумори јетре                         | 1%  |
| Остали малигни тумори                | <1% |

Према овој табели најчешћи облик малигних тумора код деце је леукемија.

### Морбидитет/морталитет у Србији
Процењује се да у Србији годишње оболи преко 300 деце узраста од 0 до 14 година. Уочава се тренд пораста оболеле деце од малигнитета у Србији, док је смртност од малигних тумора код деце у паду захваљујући раној дијагнози и савременим методама лечења. Само у току 2015. године у Србији је 773 деце болнички лечено од свих малигних тумора.
Укупан број предшколске деце оболеле од малигних неоплазми износио је 4 у 2020. години у Београду, према подацима из популационог регистра за рак. Стопа регистроване оболеле деце овог узраста на 100.000 деце износила је 3,2.
Током 2020. године у популационом регистру за рак регистровано је укупно 10 деце оболеле од малигних неоплазми у Београду у узрасту од 7-19. година. У истој години, малигне болести (неоплазме) деце и омладине узраста 7 - 19 година показују стопу оболевања од 4.7/100.000. Према групама дијагноза, у популацији узраста 7 - 19 година, у 2020. години у Београду, најчешће забележене малигне болести биле су малигне неоплазме кости, коже, везивног ткива и дојке, малигне неоплазме крви и лимфног ткива, затим злоћудни тумори ока, мозга и других делова ЦНС-а, као и злоћудни тумори мушких полних органа.

#### Узраст
Највећи број хоспитализоване деце која болују од малигних болести се налазе у групи од 4 до 6 година живота (скоро 28%), док се код оболеле деце других старосних група не уочава значајна разлика.

#### Пол
Нема статистички значајне разлике између оболеле мушке и женске деце. 
| Старост | 0–3 | 4–6 | 7–10 | 11–14 | Укупно Србијa |
| ------- | --- | --- | ---- | ----- | ------------- |
| Мушко   | 108 | 111 | 95   | 84    | 398           |
| Женско  | 103 | 104 | 87   | 81    | 375           |
| Укупно  | 211 | 215 | 182  | 165   | 773           |

#### Број хоспитализација
Свако оболело дете од малигнитета је у просеку било хоспитализовано скоро три пута у току 2015. године у наведеним здравственим установама терцијарног нивоа.
| Референтна здравствена установа/центар за онкологију      | Укупан број хоспитализација | Укупан број хоспитализованих лица |
| --------------------------------------------------------- | --------------------------- | --------------------------------- |
| Институт за здравствену заштиту деце и омладине Војводине | 288                         | 91                                |
| Универзитетска дечја клиника                              | 440                         | 202                               |
| Институт за онкологију и радиологију Србије               | 759                         | 128                               |
| Институт за здравствену заштиту мајке и детета            | 733                         | 352                               |

НАПОМЕНА: Приказани подаци на табели односе се на децу узраста од 0 до 14 година.

#### Врсте тумора
Према подацима из базе болничког морбидитета током 2015. године, од укупно 773 лечена детета од малигних болести, двадесет троје деце узраста до 14 година лечено је од следећих веома ретких тумора (према МКБ 10 класификацији: C 10, C 11, C 23, C 25 и C 48): 
- злоћудни тумори усно-ждрелног дела уста,
- злоћудни тумори носног дела ждрела,
- злоћудни тумори жучне кесе,
- злоћудни тумори панкреаса и
- злоћудни тумори перитонеума и ретроперитонеума

Најчешће малигне болести код деце предшколског узраста на територији  Београда у периоду 2011 - 2020. године односе се на:
- малигне неоплазме крви и лимфног ткива,
- малигне неоплазме ока, мозга и других делова ЦНС,
- малигне неоплазме мокраћно-полног система,
- малигне туморе кости, коже и везивног ткива,
- злоћудне туморе штитне жлезде и других жлезда са унутрашњим лучењем.

## Превенција
Успех излечења рака код деце је велики, знатно већи него у популацији одраслих. У високоразвијеним земљама света, стопа преживљавања прелази 80%. Рано откривање и тачна дијагноза малигних болести код деце могу значајно утицати на повећање вероватноће преживљавања, бољи одговор болести на терапију као и мање скупо и мање интензивно лечење.
У том смислу подизање свести о малигним болестима у дечјем узрасту, важан је задатак који се у Србији обавља здружено и на више нивоа са циљем пружања подршке напорима за обезбеђивање адекватне дијагностике, лечења и неопходне помоћи родитељима и породицама.

## Међународни дан деце оболеле од рака - 15. фебруар
Међународни дан деце оболеле од рака (15. фебруар) установљен је 2002. године ради уједињавања активности и слања јасне поруке у контексту...подизање свести о малигним болестима у дечјем узрасту, као важаном задатаку који се обавља здружено са циљем пружања подршке напорима за обезбеђивање адекватне дијагностике, лечења и неопходне помоћи родитељима и породицама.
Утемељивач обележавања овог датума била је Међународна конфедерација Удружења родитеља деце оболеле од рака. Као део Календара јавног здравља у Републици Србији Међународни дан деце оболеле од рака постао је 2013. године.